# Tailem Bend
Tailem Bend är en ort i Australien. Den ligger i kommunen Murray Bridge och delstaten South Australia, omkring 86 kilometer sydost om delstatshuvudstaden Adelaide. Tailem Bend ligger 22 meter över havet och antalet invånare är 1 457.
Trakten runt Tailem Bend är nära nog obefolkad, med mindre än två invånare per kvadratkilometer.. Tailem Bend är det största samhället i trakten.
Trakten runt Tailem Bend består till största delen av jordbruksmark. Genomsnittlig årsnederbörd är 455 millimeter. Den regnigaste månaden är juni, med i genomsnitt 73 mm nederbörd, och den torraste är december, med 14 mm nederbörd.